# Henri Darmon
Henri Darmon (* 22. Oktober 1965 in Paris) ist ein kanadischer Mathematiker, der sich mit Zahlentheorie beschäftigt.

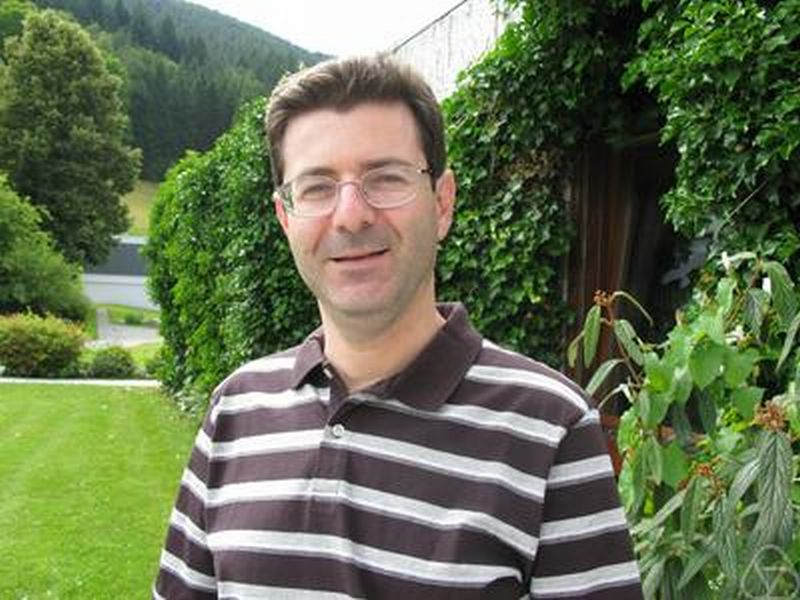
Henri Darmon in Oberwolfach 2009

Darmon studierte an der McGill University (Bachelor 1987) Informatik und Mathematik und wurde 1991 bei Benedict Gross an der Harvard University promoviert (Refined class number formulas for derivatives of L-Series). Nach drei Jahren an der Princeton University als Instructor und zuletzt Assistant Professor wurde er 1994 Assistant Professor an der McGill University. 1997 wurde er dort Associate Professor, 2000 Professor und 2005 James McGill Professor. Seit 1998 ist er Direktor des CICMA (Centre Interuniversitaire en Calcul Mathématique Algébrique) und seit 1999 Mitglied des Centre de Recherches Mathématiques (CRM). Er war unter anderem Gastprofessor an der Universität Paris VI, der ETH Zürich, der Universität Pavia, der Universität Barcelona, dem Korean Institute for Advanced Study und der Saga University in Japan und Gastwissenschaftler unter anderem am Institut des Hautes Études Scientifiques (IHES), am Harish-Chandra-Institute in Allahabad, dem Mathematical Sciences Research Institute (MSRI) in Berkeley und am Institut Henri Poincaré.
Darmon befasst sich mit algebraischer Zahlentheorie und Zahlentheorie auf elliptischen Kurven, speziell mit der Vermutung von Birch und Swinnerton-Dyer (auch in p-adischer Version), der analytischen Konstruktion von Klassenkörpern (12. Problem von Hilbert) und im Umfeld der Fermat-Vermutung.
1996 bis 1998 war er Sloan Research Fellow. 1998 erhielt er den Coxeter-James-Preis der Canadian Mathematical Society, 1996 den G. de B. Robinson Award, 1997 den Prix André Aisenstadt, 2002 den Ribenboim Prize und seit 2003 ist er Mitglied der Royal Society of Canada, deren John L. Synge Award er 2008 erhielt. 2006 war er Invited Speaker auf dem Internationalen Mathematikerkongress in Madrid (Heegner points, Stark-Heegner-points and special values of L-Functions). Für 2017 wurden ihm der AMS Cole Prize in Number Theory („for his contributions to the arithmetic of elliptic curves and modular forms“). und der CRM-Fields-PIMS Prize zugesprochen.
Er hat sowohl die kanadische wie die französische und Schweizer Staatsangehörigkeit.

## Schriften
- mit Richard Taylor, Fred Diamond: Fermat´s Last Theorem, in Current Developments in Mathematics, Band 1, 1995, S. 1–157, International Press
- The Shimua-Taniyama-Weil Conjecture, Russian Mathematical Surveys, Band 50, 1995, S. 503–549
- mit Massimo Berolini P-adic L-Functions and modular elliptic curves, in Engquist, Schmid (Herausgeber) Mathematics unlimited, Springer 2001